# Бигелоу, Хорас
Хорас Рэнсом Бигелоу (англ. Horace Ransom Bigelow; 6 марта 1898 — 18 апреля 1980) — американский шахматист, организатор и журналист.
С шахматами познакомился в десятилетнем возрасте в Люцерне. Его научила играть швейцарская гувернантка.
Первым серьезным педагогом и спарринг-партнером Бигелоу стал известный в будущем итальянский мастер А. Саккони. Саккони занимался с Бигелоу во время их учебы в иезуитской школе-интернате на вилле Мондрагоне во Фраскати, недалеко от Рима.
Позже Бигелоу учился в Оксфорде. Был чемпионом Оксфордского университета. Выступал в британских соревнованиях.
После окончания учебы уехал в США.
Состоял в Манхэттенском шахматном клубе. В 1924 году был в составе оргкомитета Нью-Йоркского международного турнира.
Вел шахматные отделы в газете «New York Evening Post» и журнале «Liberty».

## Спортивные результаты
| Год         | Город          | Турнир                                                    | + | − | = | Результат | Место |
| ----------- | -------------- | --------------------------------------------------------- | - | - | - | --------- | ----- |
| 1920        | Бромли         | Международный турнир (группа В)                           |   |   |   |           | 3     |
| 1921        | Малверн        | Конгресс Британской шахматной федерации (побочный турнир) |   |   |   |           | 3     |
| 1922        | Нью-Йорк       | Турнир американских мастеров                              |   |   |   |           | 3—6   |
| 1923        | Лейк-Хопатконг | 9-й американский конгресс                                 | 1 | 9 | 3 | 2½ из 13  | 13—14 |
| 1924 / 1925 | Нью-Йорк       | Тематический турнир                                       |   |   |   |           | 6     |
| 1929        | Брэдли-Бич     | Международный турнир                                      | 0 | 8 | 1 | ½ из 9    | 10    |
|             | Нью-Йорк       | Турнир американских мастеров                              |   |   |   |           | 6—8   |